# Емил Попов (скулптор)
Вижте пояснителната страница за други личности с името Емил Попов.
Емил Данаилов Попов е български скулптор, член на Съюза на българските художници.

## Биография
Роден е в Кюстендил на 18 юли 1951 г. Завършва скулптура при проф. Любен Димитров в ВИИИ „Николай Павлович“ през 1975 г. През 1979 г. е приет за член на СБХ. През 1992 г. завежда катедра „Скулптура“ в Националната художествена академия. От 1972 г. участва в художествения живот на страната и във всички по-важни национални изложби, организирани от Съюза на българските художници. След 1994 г. организира множество самостоятелни изложби в България, Будапеща, Равена, Париж, Мюнхен, Гърция, Белгия, Швейцария, Италия.. Произведения на Емил Попов са собственост на Националната галерия, СГХГ и на художествени галерии в страната, на музея „Пушкин“ в Москва, Националните музеи на Варшава и Прага, на музея „Данте“ в Равена, музея МОСТ в Норвегия, колекцията на Петер Лудвиг в Аахен (Германия) и на Хуго Вутен в Белгия.

## Творчество
Емил Попов е автор на бюстовете на Александър Карастоянов и Свилен Русев; релефи на Благой Гебрев и Христо Смирненски; скулптурни портрети на Йордан Радичков, Константин Павлов; портрети на Кирил Петров, Илия Бешков и Златьо Бояджиев. Заедно с Ангел Станев е автор на монументално-декоративната композиция „1300 години България“ в НДК.
Негови произведения са притежание на Националната художествена галерия, множество регионални галерии, както и в частни колекции в Белгия и Германия.